# Willard (Nowy Meksyk)
Willard – wieś w Stanach Zjednoczonych, w stanie Nowy Meksyk, w hrabstwie Torrance.